# Цибулевий пиріг

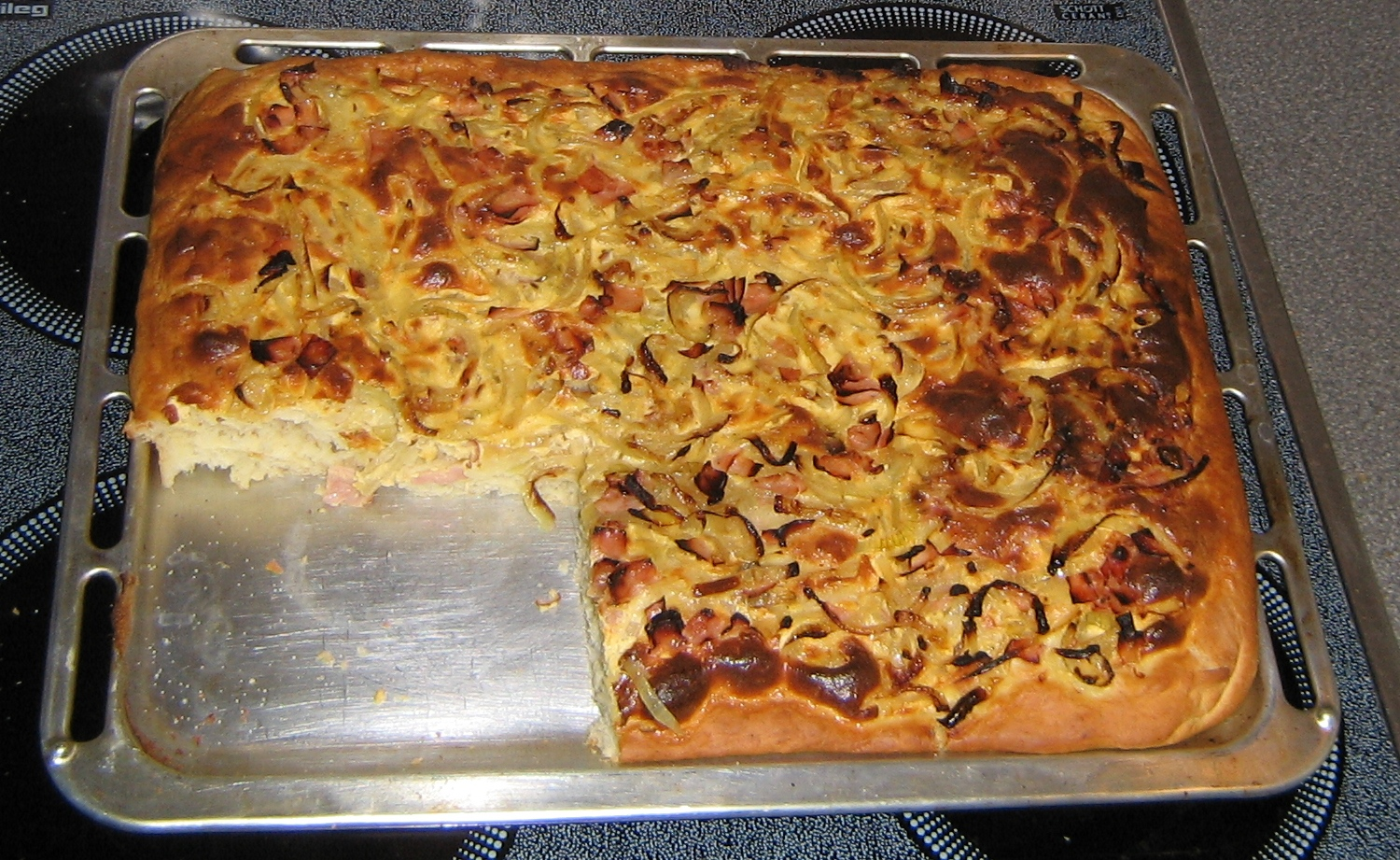
Цибулевий пиріг на деку

Цибулевий пиріг (нім. Zwiebelkuchen) — відкритий пиріг з цибулею, страва німецької кухні. Залежно від регіону він готується з дріжджового або пісочного тіста на деці або в круглій формі для випічки. Для начинки  окрім пасерованої цибулі використовують сметану або вершки, зварені круто яйця та сало, порізане кубиками. Як приправи додається кмин.
Цибулевий пиріг є традиційною стравою у виноробних регіонах Німеччини — Бадені, на Рейні і Мозелі, в Пфальці і Франконії, де він подається восени на святі нового вина. Цибулевий пиріг відомий і в Базельській кухні в карнавальний час, однак готується без додавання шпику. Цибулевий пиріг є також традиційною стравою на Бернському цибулевому фестивалі «Цібелемеріт», що проходить щорічно в четвертий понеділок листопада.